# Quetògnats
Els quetògnats (Chaetognatha) són un embrancament animal que inclou cucs depredadors marins, que constitueixen el component principal del zooplàncton en tot el globus. Semblen tenir més afinitat per aigües càlides. Els quetògnats solen ser transparents i tenir forma de torpede, i tenen estructures més opaques en el cap. Fan entre 3 i 12 cm. Se n'han llistat unes 100 espècies agrupades en 15 gèneres, però no presenten una diversitat gaire alta i el nombre d'individus no és clar.

## Característiques
Els quetògnats són transparents o translúcids i estan recoberts d'una cutícula. Presenten aletes i un parell d'espines quitinoses a cada costat del cap per a la caça, que guarden en una caputxa quan neden. Tenen un cap, un tronc i una cua diferenciats; són hermafrodites i s'han descrit espècies productores de neurotoxines per atrapar preses. Neden propulsant-se amb la cua i estabilitzant-se amb les aletes.
Tot i tenir una boca amb una o dues fileres de dents, ulls compostos i sistema nerviós, estan mancats d'aparell respiratori, circulatori o excretor. Mouen el material per dins del cos amb cilis i l'excreció la duen a terme a través de la pell.

## Relacions filogenètiques
Els quetògnats s'ha classificat tradicionalment com a deuteròstoms per les seves característiques en el desenvolupament embrionari, malgrat tenir certes similituds amb el dels nematodes, i la seva posició en l'arbre dels bilaterals va ser sempre incerta. Lynn Margulis i K. V. Schwartz els van incloure dins els deuteròstoms en la seva classificació de 5 regnes. No obstant, les anàlisi moleculars els associen amb els protòstoms, i Thomas Cavalier-Smith els va incloure en aquest grup en la seva teoria dels 6 regnes, i sembla que ocuparien una posició basal dentro de los protóstomos. Més recentment es va proposar clasificar-los dins els Gnathifera perquè unas estructures presentes en la zona oral podrien ser homòlogues a les dels altres integrants d'aquest clade. Estudis moleculars recents semblen confirmar-ho; alguns els situen en posició basal, mientre que d'altres els ubiquen en una politomía amb Gnathostomulida. No obnstant, és possible que la posició basal dels quetògnats sigui un artefacte degut a la atracció de branques llargues.
Alguns autors els relacionen amb els conodonts, que al seu torn estan relacionats amb els vertebrats, i més concretament amb els protoconodonts, que actualment es consideren quetògnats i que es coneixen només per algunes dents.

## Registre fòssil
Quasi no hi ha registre fòssil, però es creu que varen aparèixer en el Cambrià. S'han trobat espines fossilitzades seves datades a l'acabament de l'era paleozoica. Existeixen fòssils de cossos complets, encara no gaire ben descrits, de mitjans del Cambrià a Burgess Shale a la Columbia Britànica, i del Cambrià inferior en els esquists de Maotianshan de Yunnan, a la Xina.